# Orto botanico di Ponta Delgada
Il giardino botanico José do Canto è un giardino botanico portoghese situato nella città di Ponta Delgada, sull'isola delle Azzorre di São Miguel.
La storia di questo parco botanico inizia con José do Canto, uno degli uomini più ricchi dell'isola di São Miguel, che fece piantare i primi esemplari nel terreno che fu di sua moglie D. Maria Guilhermina Taveira de Neiva Frias Brum da Silveira.
José do Canto era un uomo istruito con una grande conoscenza della botanica e contribuì notevolmente alla creazione di questo giardino . Nel 1843 ordinò il progetto per il parco e per quello che sarebbe diventato il suo palazzo a Londra . Questo ordine è stato indirizzato a David Mocatta (1806 - 1882), uomo considerato di buon gusto e che aveva vissuto molti anni in Italia, per il quale José do Canto nutriva la convinzione che fosse la persona giusta per realizzare ciò che voleva.
Nel 1885 il progetto del giardino era quasi terminato e José do Canto considerò di aver pagato un prezzo che considerava "esorbitante".
L'arricchimento e l'ampliamento del parco è durato più della metà del XIX secolo. Il progetto si considerò completato tra il 1845 e il 1846, mentre José do Canto morì poi nel 1898.
Dall'inizio della sua creazione, sono arrivate al parco oltre 6000 specie e questa enorme ricchezza botanica è documentata in un catalogo, realizzato da lui stesso e che ha chiamato "Enumeração das Principais Plantas Existentes no meu Jardim de Sta. Anna, na primavera de 1856: ordenada por José do Canto" (letteralmente: Enumerazione delle principali piante esistenti nel mio giardino di S. Anna, nella primavera del 1856: ordinata da José do Canto).

## Collezioni
Il giardino non contiene più la ricchezza botanica iniziale, ma esistono interessanti collezioni di Araucariaceae e di Cycadales oltre a numerosi esemplari notevoli per la loro importanza o la dimensione: fico della baia di Moreton (Ficus macrophylla), pino kauri del Queensland (Agathis robusta), Araucaria bidwillii, Melaleuca linariifolia, Melaleuca styphelioides, Syncarpia glomulifera e eucalipti Eucalyptus camaldulensis, Eucalyptus delegatensis, Eucalyptus robusta, indigeni dell'Australia; pino colonna (Araucaria columnaris, della Nuova Caledonia e delle Nuove Ebridi; Metrosideros excelsa, della Nuova Zelanda; alberi della canfora, del Giappone, di Taiwan e della Malesia; Elaeocarpus decipiens, del Giappone, Cina e Corea; Podocarpus macrophyllus, del Giappone della Cina; magnolie (Magnolia grandiflora) e cipresso delle paludi (Taxodium distichum), della parte sudorientale dell'America settentrionale; lecci (Quercus rotundifolia), del sud Europa e del Nordest africano; roveri, dell'Europa; Ocotea foetens, della Macaronesia.

## Gallerie d'immagini

Araucariaceae
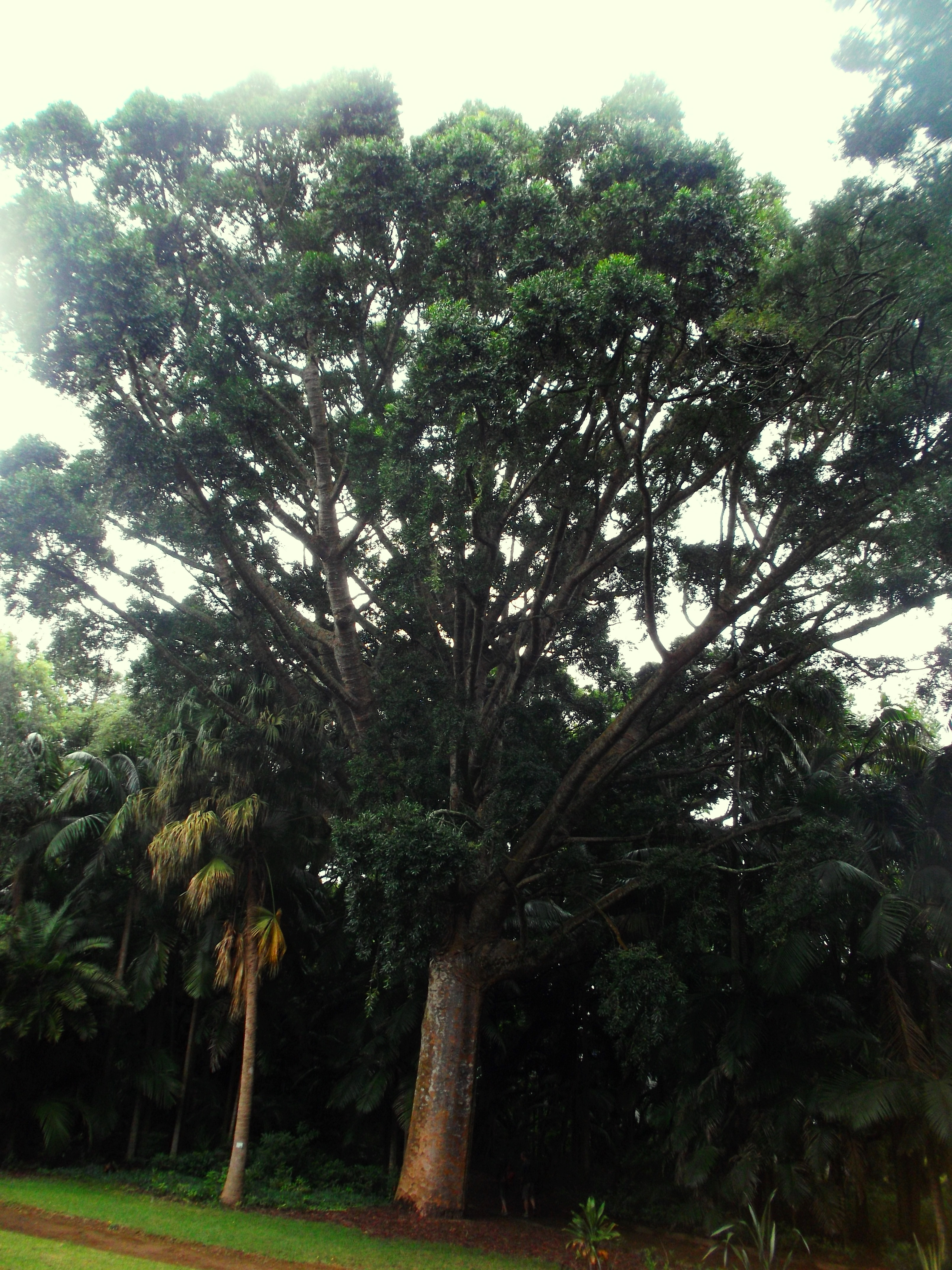
Agathis robusta
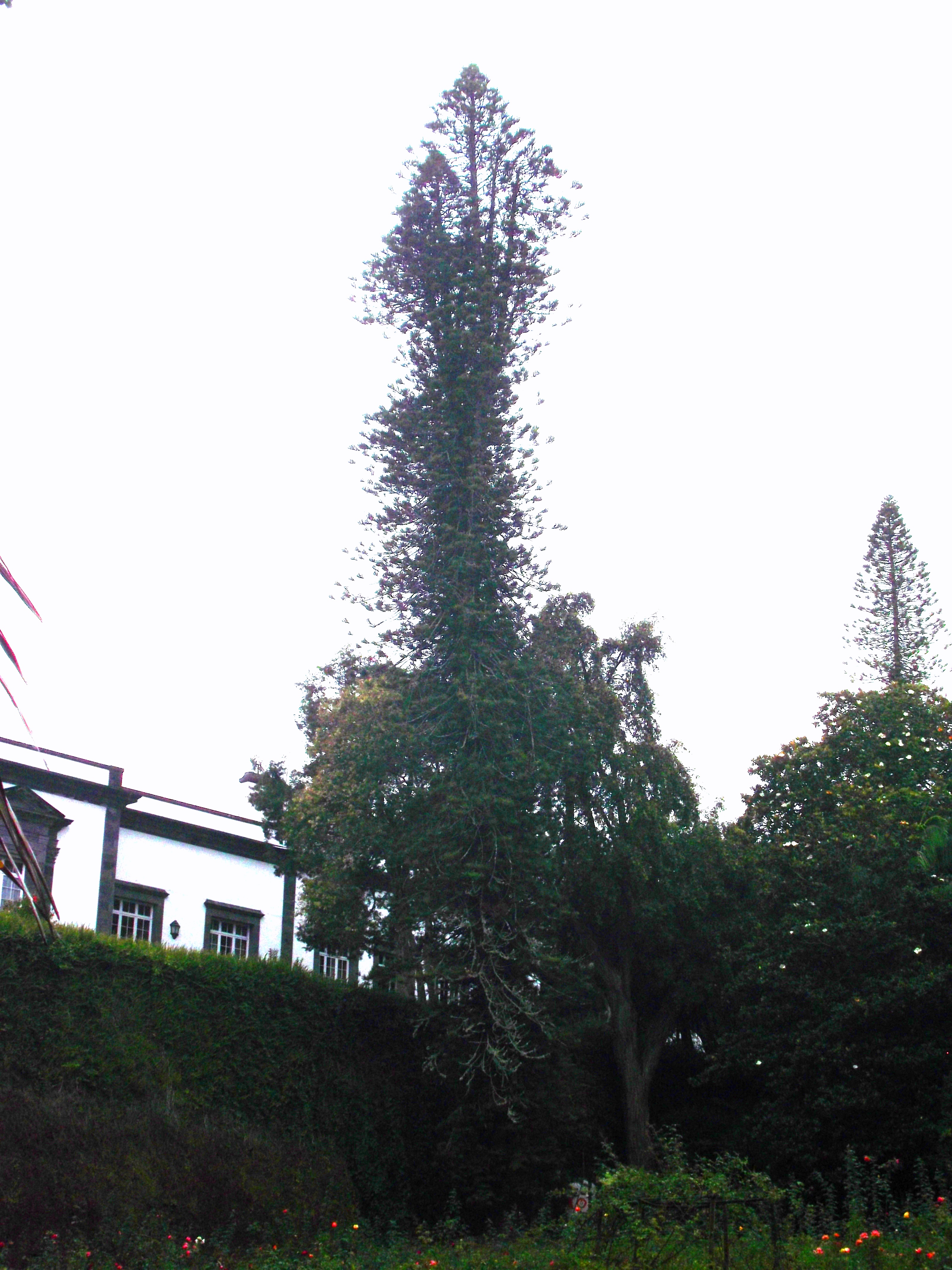
Araucaria columnaris
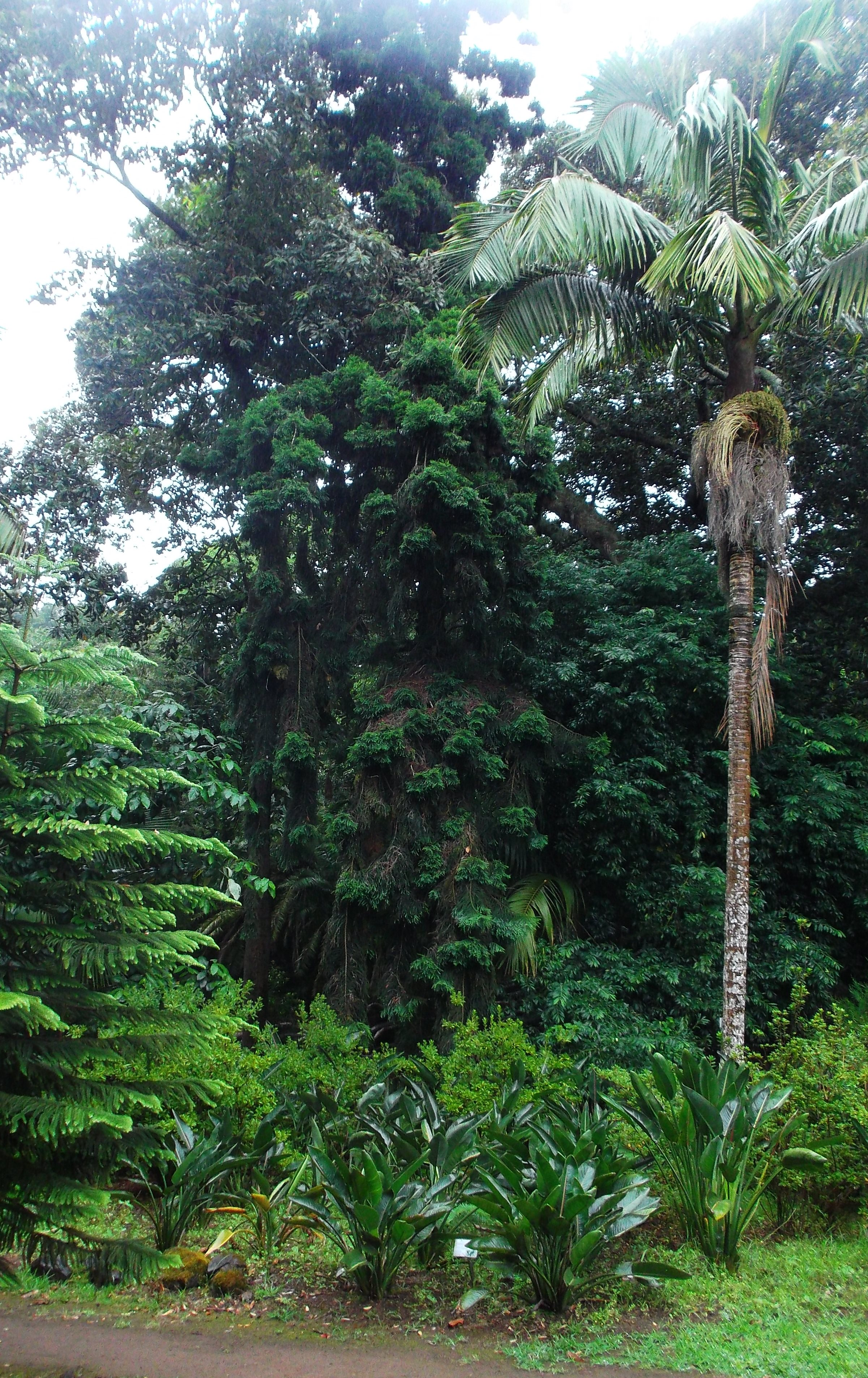
Araucaria cunninghamii
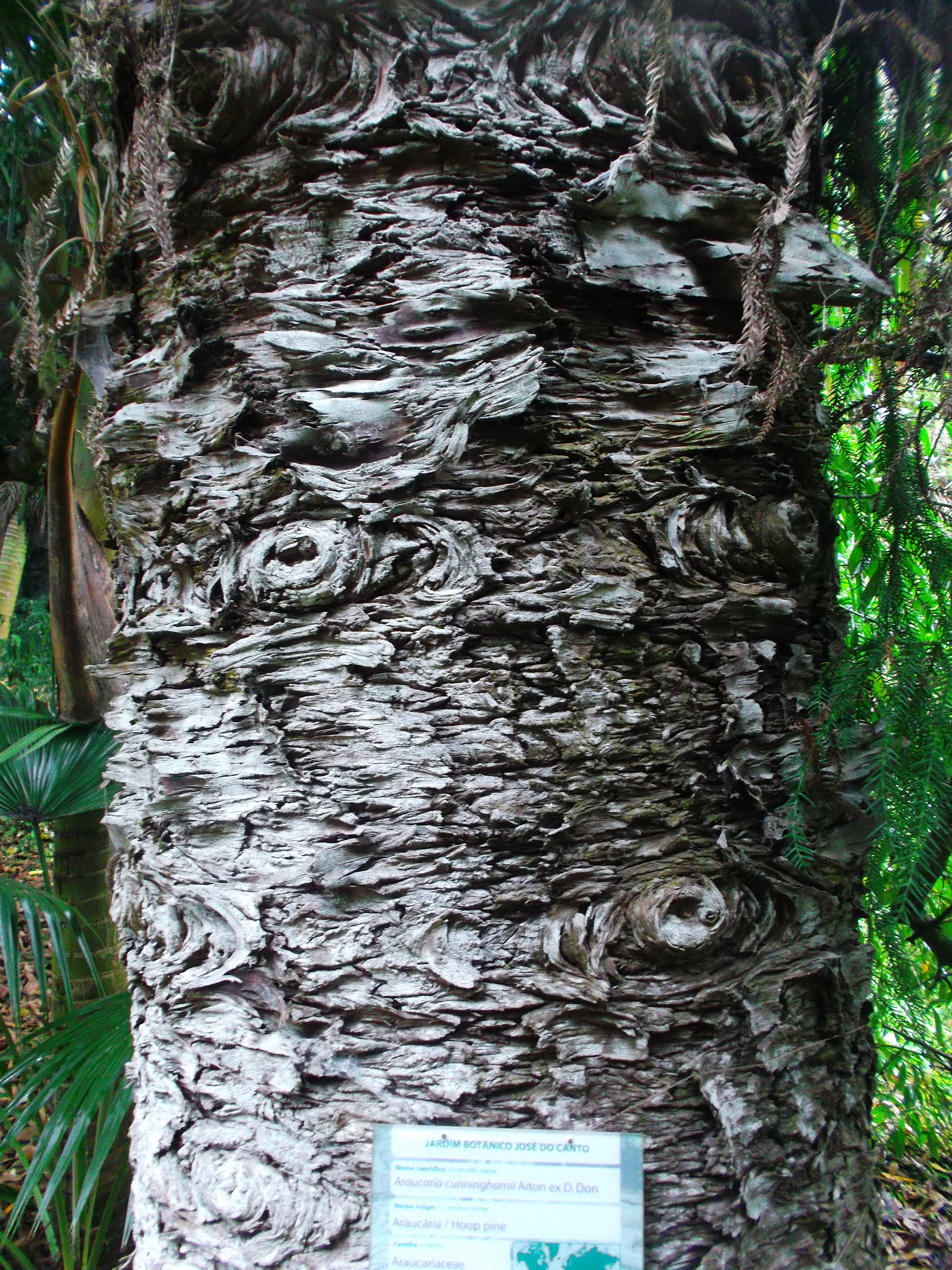
Araucaria cunninghamii (corteccia)
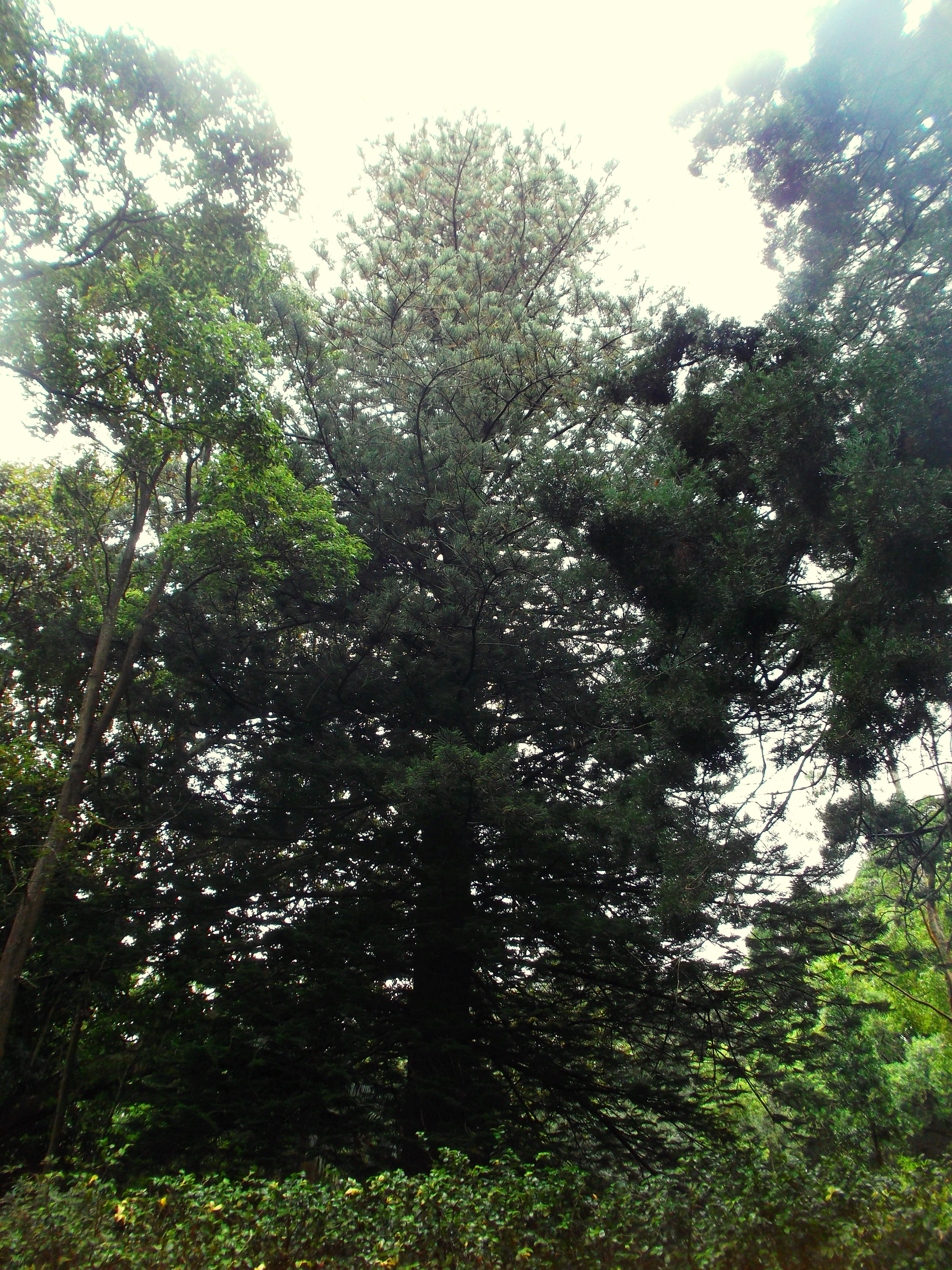
Araucaria heterophylla (pino di Norfolk)
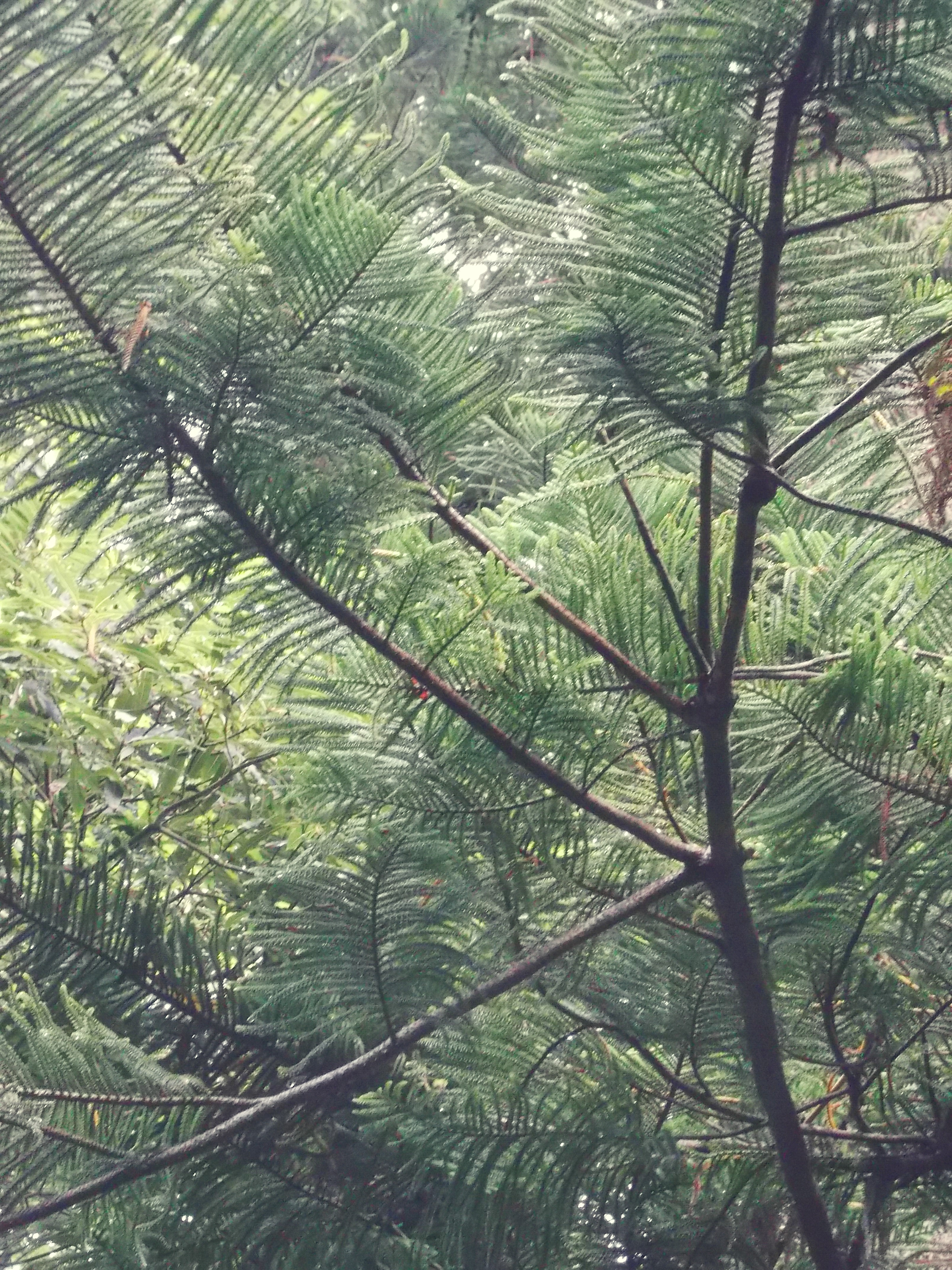
Araucaria heterophylla (foglie)

Cycadales
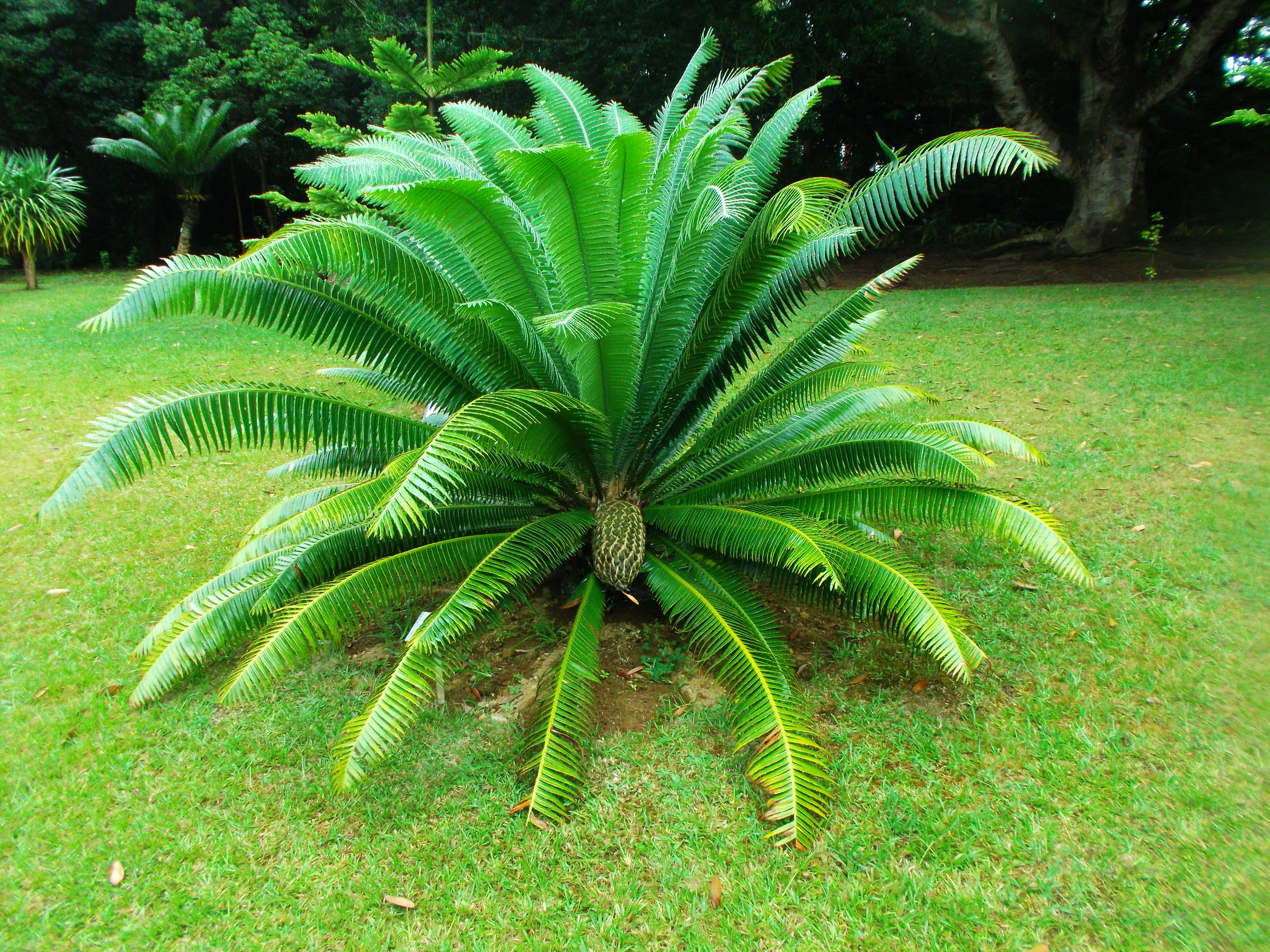
Encephalartos villosus
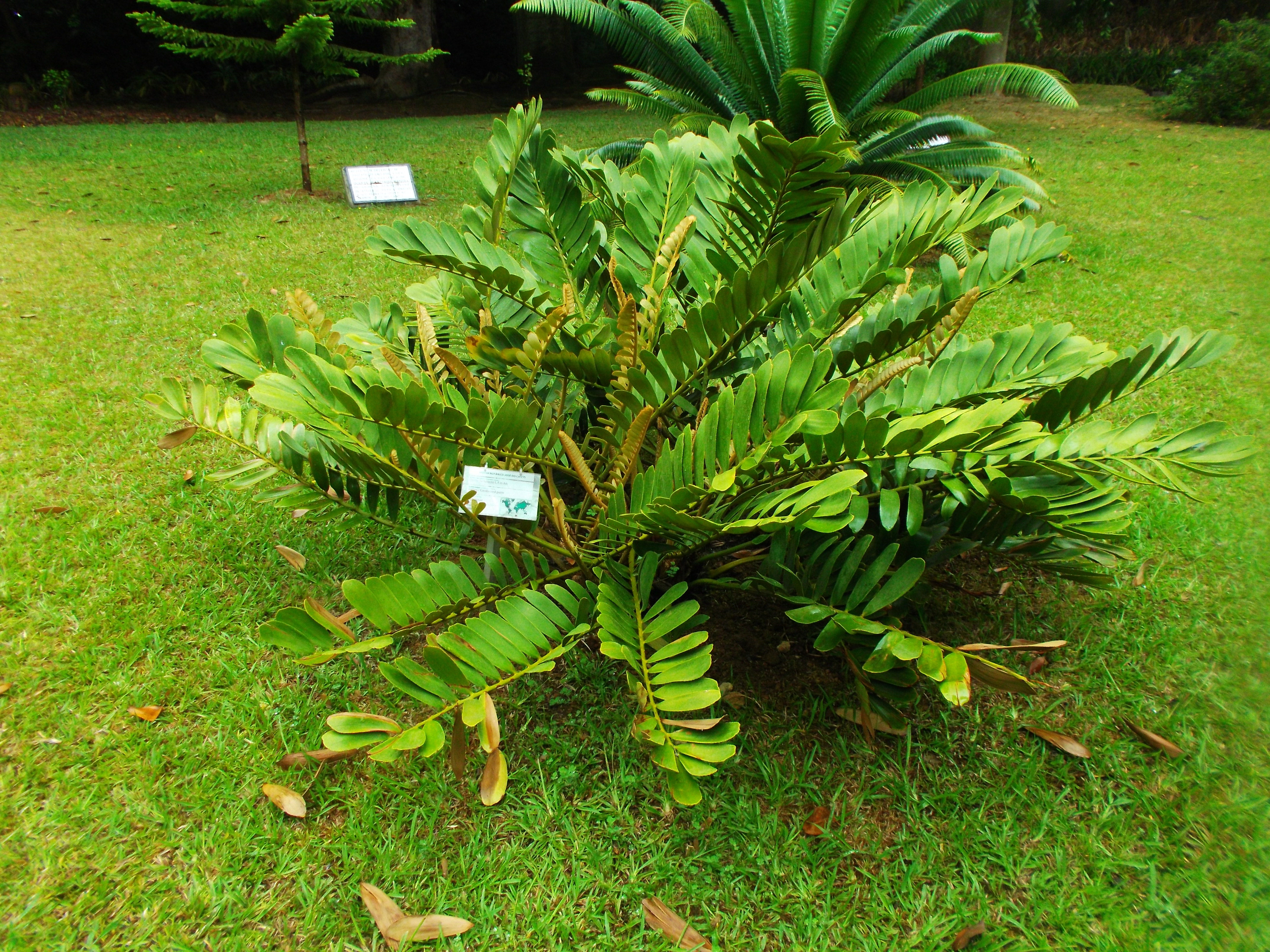
Zamia furfuracea

Altre specie
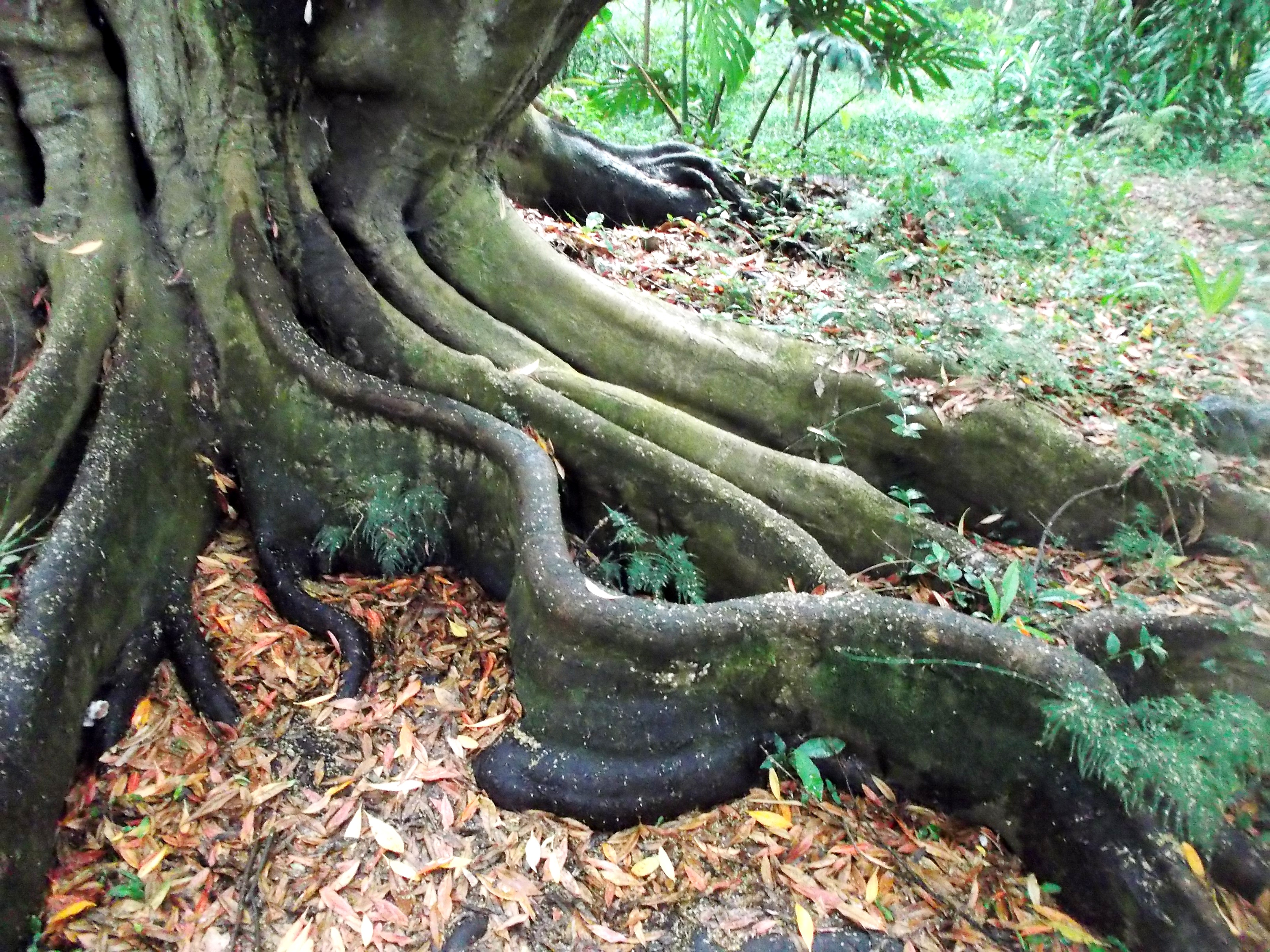
Elaeocarpus decipiens (radici)
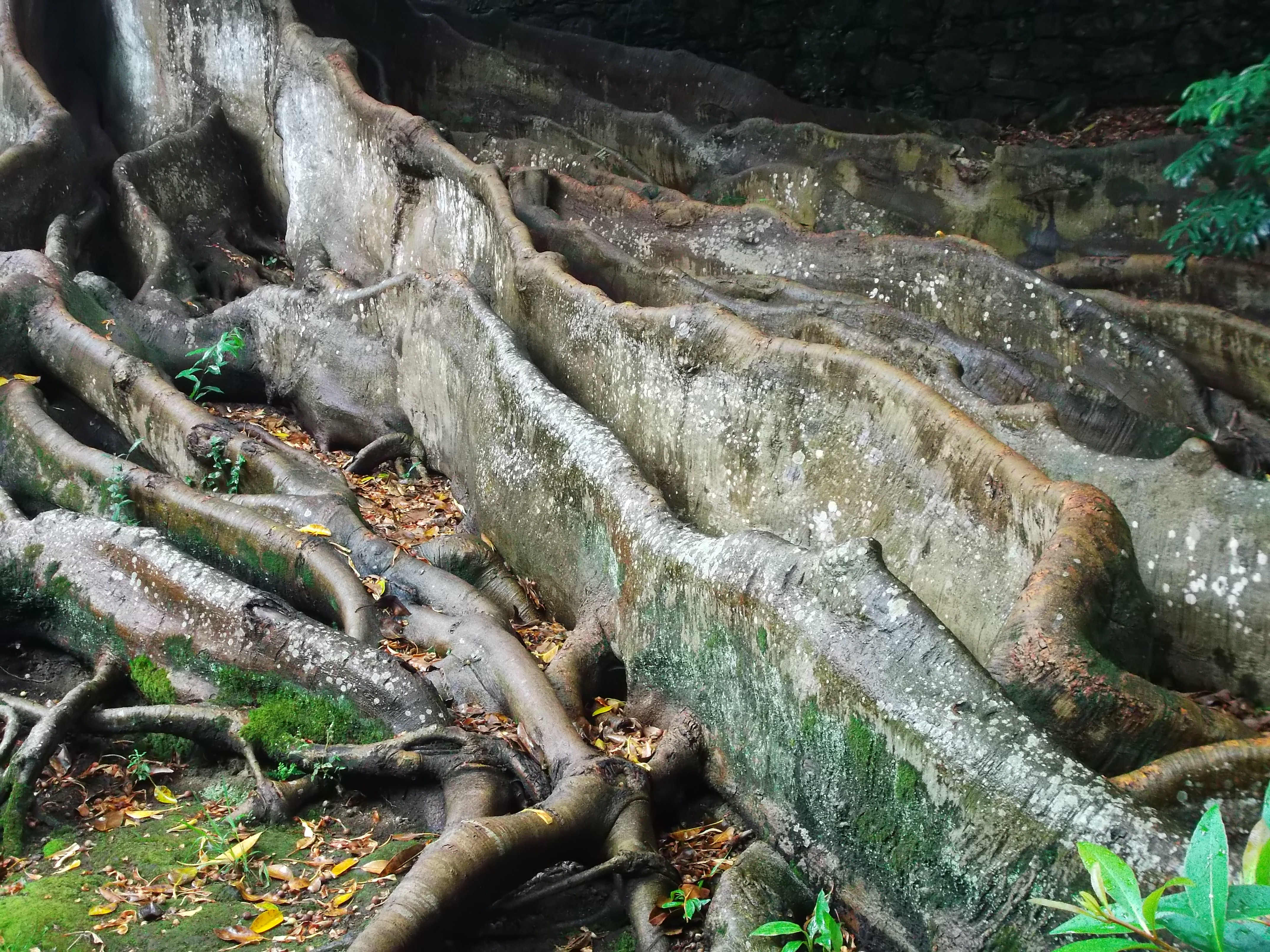
Ficus macrophylla (radici)
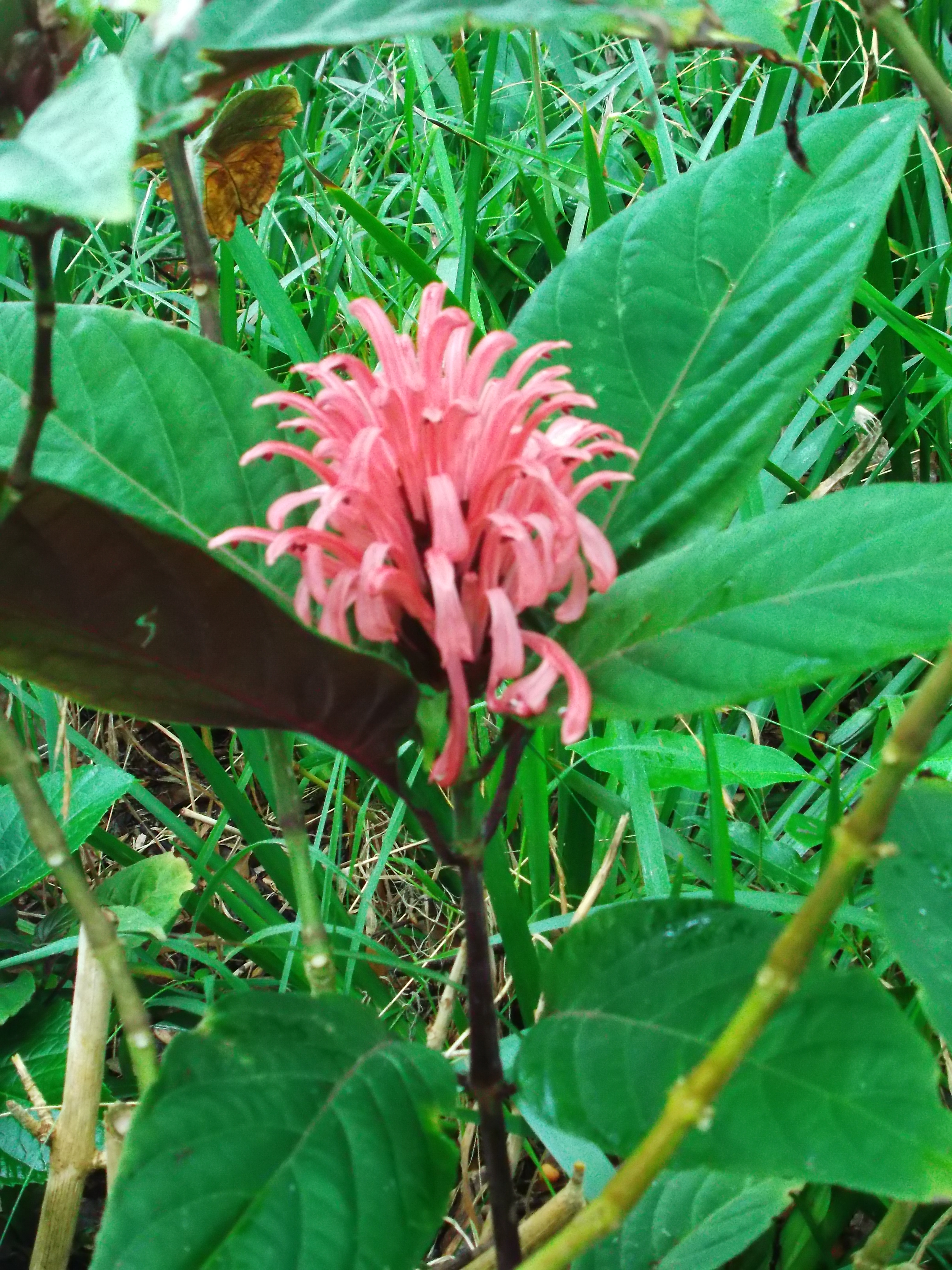
Justicia carnea
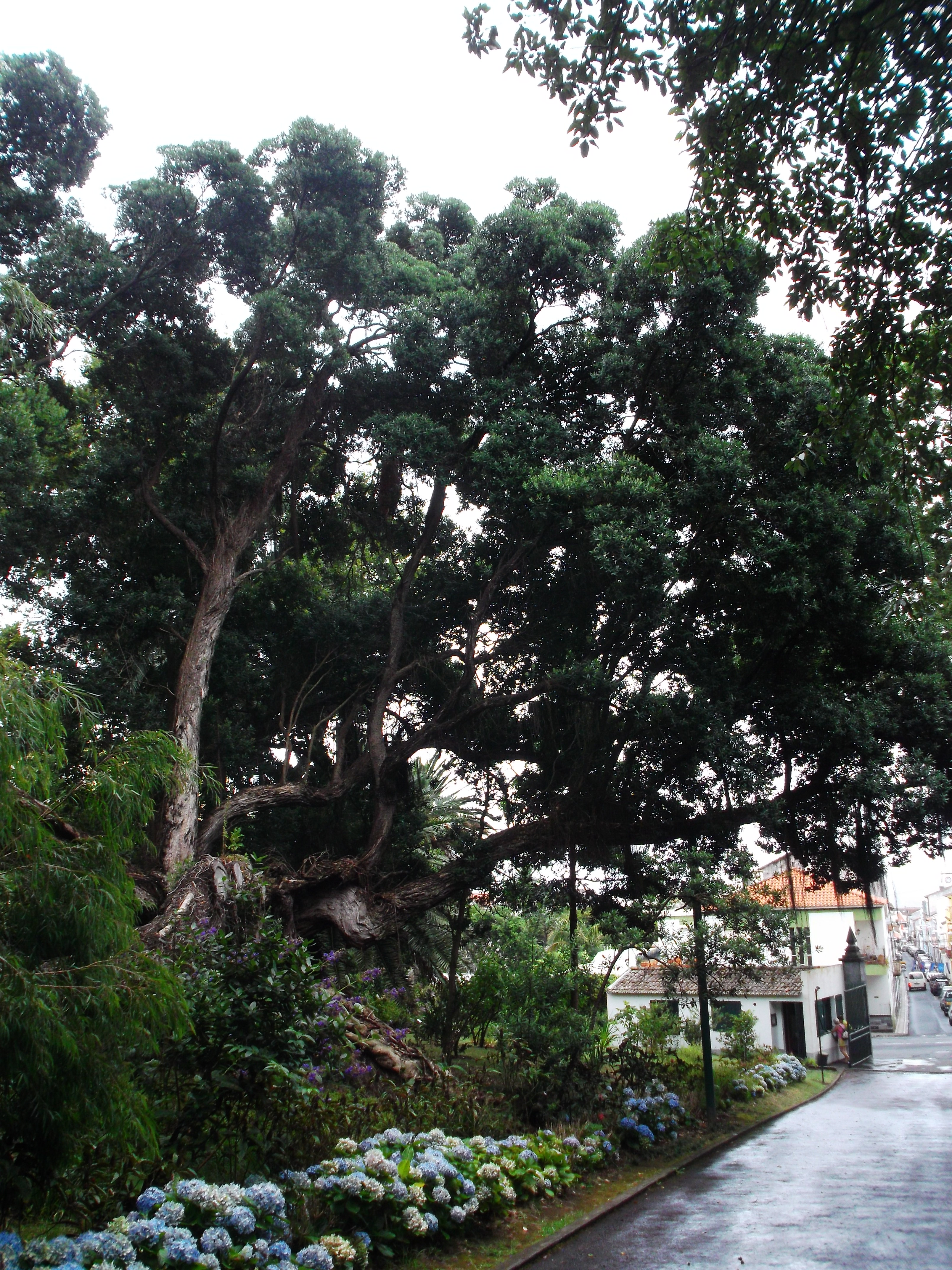
Metrosideros excelsa
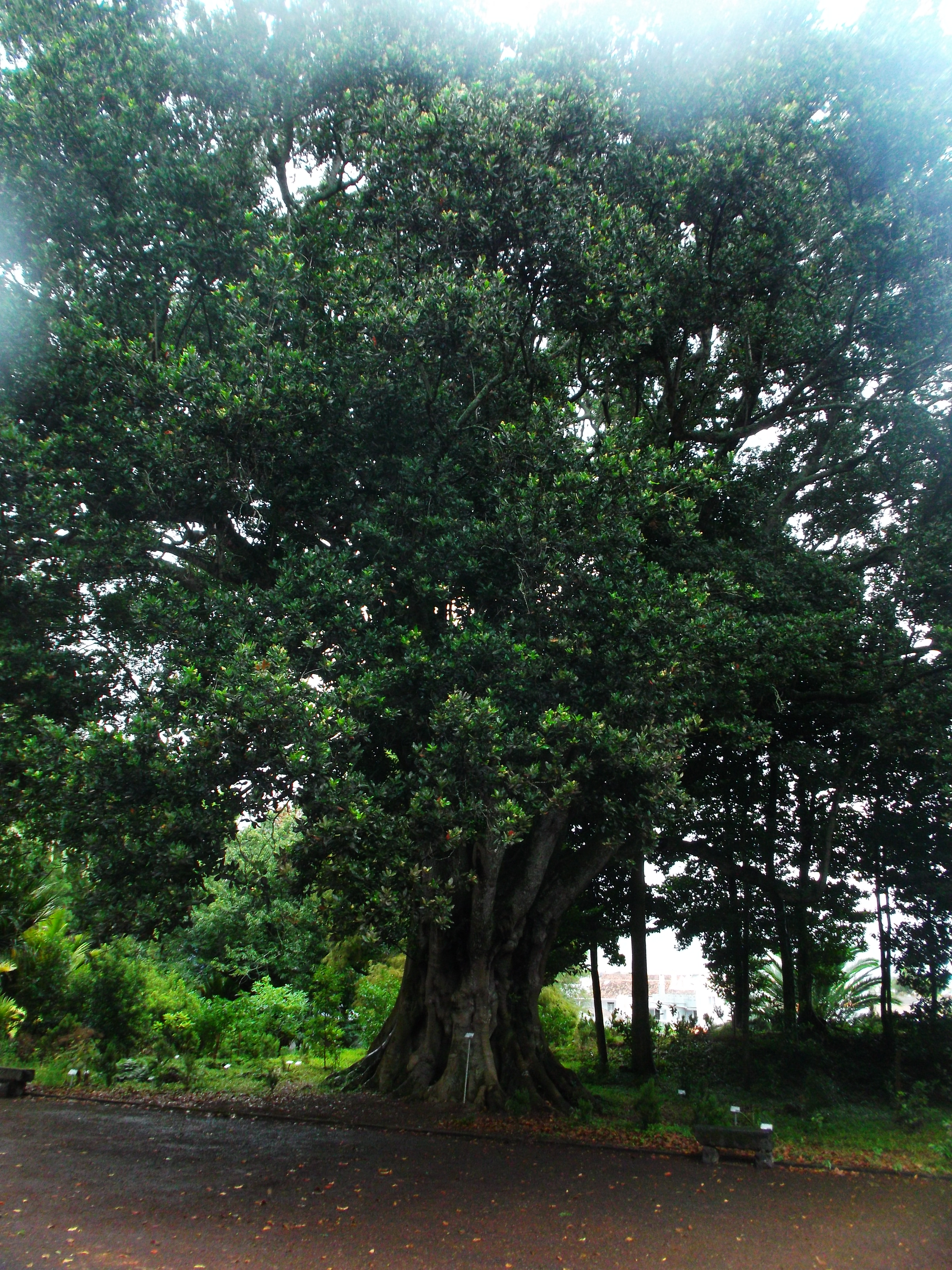
Ocotea foetens
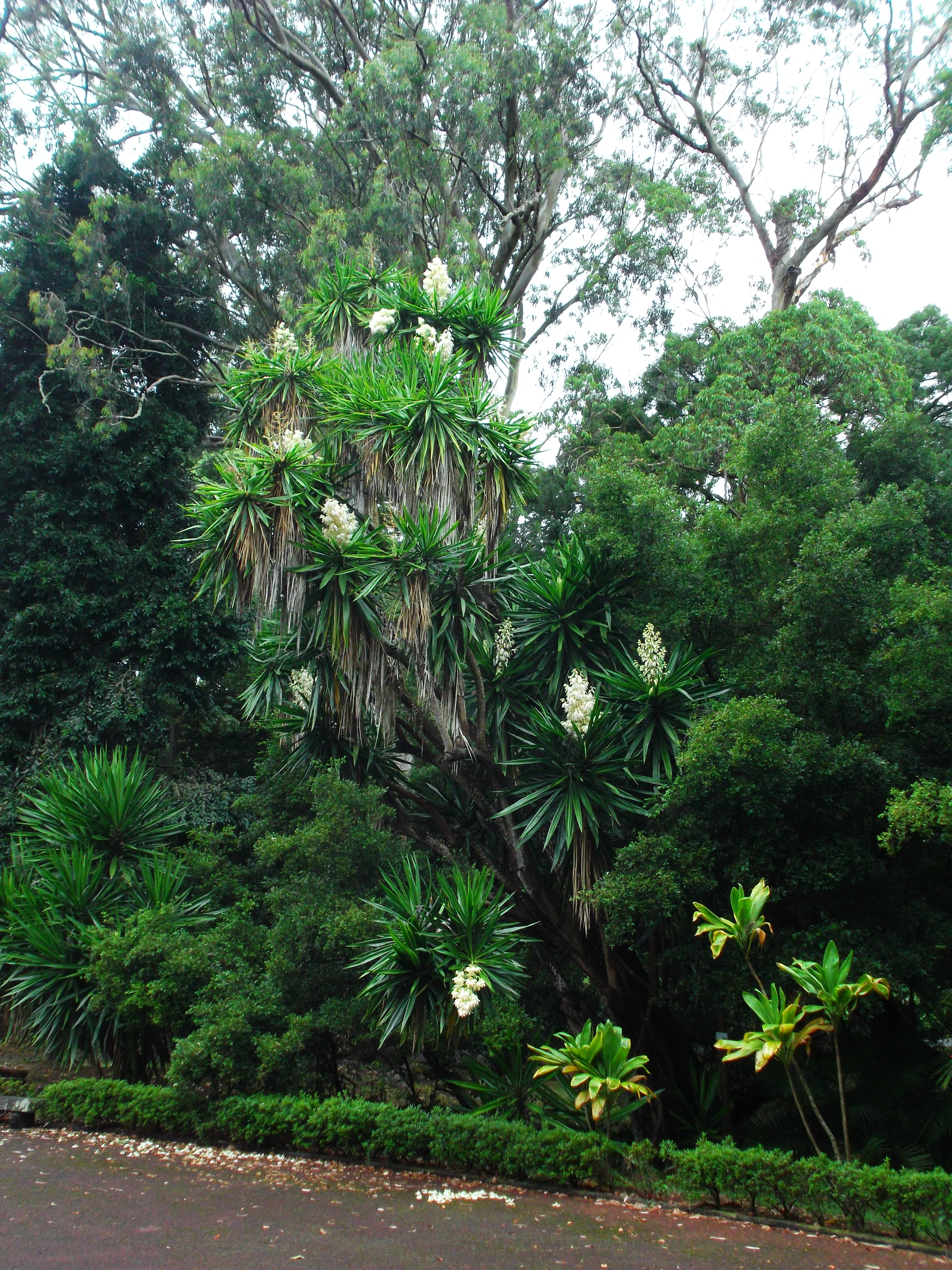
Yucca gloriosa
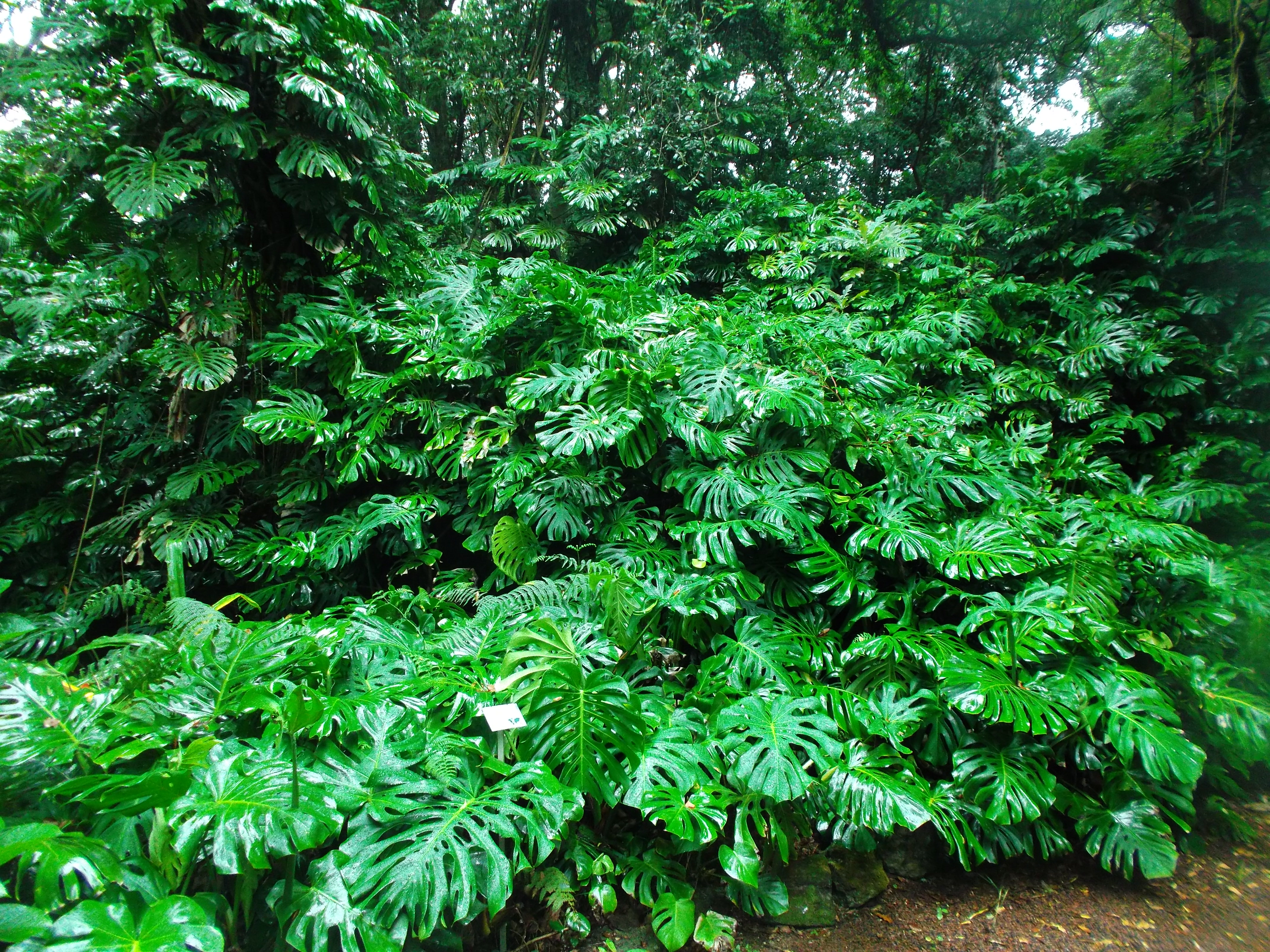
Monstera deliciosa